# Visière (armure)
 (février 2020).
Si vous disposez d'ouvrages ou d'articles de référence ou si vous connaissez des sites web de qualité traitant du thème abordé ici, merci de compléter l'article en donnant les références utiles à sa vérifiabilité et en les liant à la section « Notes et références ».
Pour les articles homonymes, voir Visière.
La visière est la partie amovible d'un heaume ou bassinet protégeant le visage. Elle était utilisée avec certains casques de guerre médiévaux tels que le bassinet. La visière était généralement constituée d'une pièce d'acier articulée qui contenait des ouvertures pour la respiration et la vision. Les visières protégeaient le visage pendant la bataille. La plupart des chevaliers ou des guerriers qui portaient une visière étaient généralement des cavaliers de guerre ou lors de tournois.

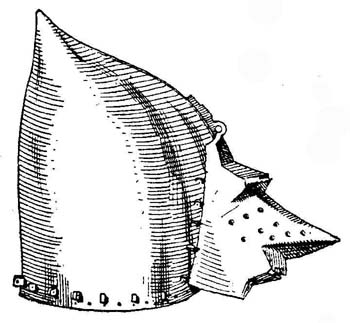
Premier type de visière connu sous le nom de Klappvisier.
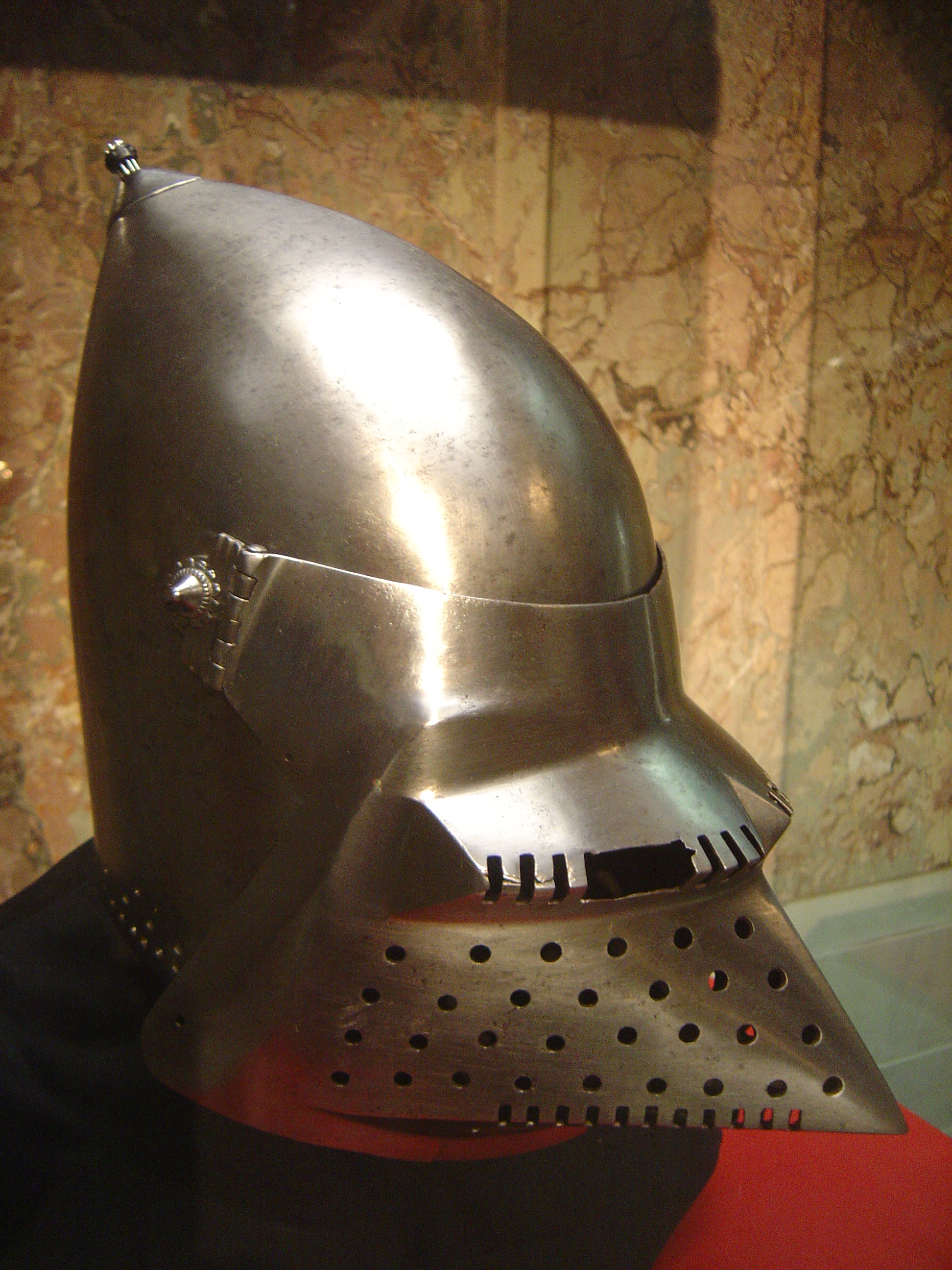
Visière proéminente d'un Bassinet, vers 1400. Kunsthistorisches Museum, Vienne, Autriche.
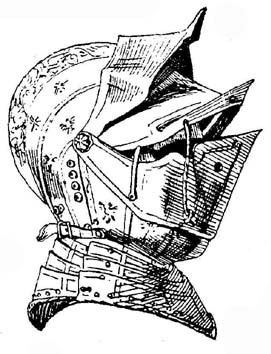
Double visière (apparue pour la première fois au XVIe siècle pour les casques de combat rapproché).
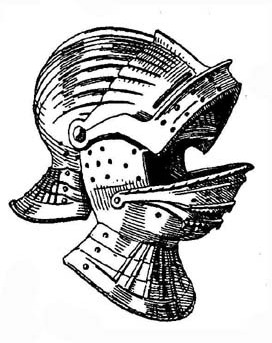
L'avant et le front sont fixés au même pivot que la visière supérieure. Certaines versions avaient une protection supplémentaire de la nuque.